# Black Face
Koordinaten: 77° 51′ S, 160° 53′ O
Das Black Face (englisch für Schwarzes Gesicht) ist die 300 m hohe Südwand eines ost-westlich ausgerichteten Gebirgskamms am Rand des Arena Valley in den Quartermain Mountains des ostantarktischen Viktorialands. Sie ragt 1,5 km südlich des East Beacon auf. Die Formation ist eine markante Landmarke und besteht aus dunklem Doleritgestein.
Die deskriptive Benennung nahm das New Zealand Antarctic Place-Names Committee vor, nachdem die australischen Geologen Clifford Turner McElroy (1924–2006), Kerry J. Whitby und G. Rose zwischen 1980 und 1981 das Gebiet um die Bergwand untersucht hatten.